# Teaneck
Le township de Teaneck (en anglais [ˈtiːnɛk]) est situé dans le comté de Bergen, dans l’État du New Jersey, dans la banlieue ouest de New York, aux États-Unis. Sa population s’élevait à 39 776 habitants lors du recensement de 2010, estimée à 40 619 habitants en 2018.

## Source
- (en) Cet article est partiellement ou en totalité issu de l’article de Wikipédia en anglais intitulé « Teaneck, New Jersey » (voir la liste des auteurs).